# Never Give A Sucker An Even Break
Never Give a Sucker an Even Break is een Amerikaanse film noir.

## Rolverdeling
| Acteur            | Personage                   | Beschrijving           |
| ----------------- | --------------------------- | ---------------------- |
| W.C. Fields       | Bill                        |                        |
| Gloria Jean       | Gloria Jean                 | zijn nicht             |
| Leon Errol        | Leon                        | zijn rivaal            |
| Billy Lenhart     | Butch                       |                        |
| Kenneth Brown     | Buddy                       |                        |
| Margaret Dumont   | Mrs. Hemogloben             |                        |
| Susan Miller      | Ouilotta Delight Hemogloben |                        |
| Franklin Pangborn | Mr. Pangborn                | producer               |
| Mona Barrie       | Mrs. Pangborn               | vrouw van Mr. Pangborn |
| Charles Lang      | Peter Carson                | ingenieur              |
| Anne Nagel        | Madame Gorgeous             | Gloria Jean's moeder   |
| Nell O'Day        | verkoopster                 |                        |
| Irving Bacon      | Tom                         | dronkaard              |
| Jody Gilbert      | ober                        |                        |
| Minerva Urecal    | Mrs. Pastromi               | poetsvrouw             |
| Emmett Vogan      | Steve Roberts               | ingenieur              |
| Carlotta Monti    | Pangborn's receptioniste    |                        |
| Leon Belasco      | Gloria Jean's begeleider    |                        |
| Dave Willock      | Johnson                     | filmregisseur          |
| Jack Lipson       | Russische passagier         |                        |
| Claud Allister    | Britse passagier            |                        |
| Kay Deslys        | Mrs. Wilson                 | ziekenhuisbezoekster   |
| Michael Visaroff  | Russische boer              |                        |
| Richard Alexander |                             |                        |